# Pilularia minuta
Pilularia minuta is een varen uit de pilvarenfamilie (Marsileaceae). Het is een kleine moerasplant die vooral in tijdelijke poelen groeit.
De varen komt verspreid maar slechts zeer lokaal voor in het hele Middellandse Zeegebied. Het is een van de kleinste varens ter wereld.

## Naamgeving enetymologie
- Synoniem: Pilularia globulifera (Durieu) Bonnier & Layens, Pilularia globulifera L. subsp. minuta (Durieu) Bonnier & Layens
- Engels: Small pillwort

De botanische naam Pilularia is afgeleid van het Latijnse pilula (kleine bal), naar de vorm van de sporocarpen. De soortaanduiding minuta is afkomstig van het Latijnse minutus (klein).

## Kenmerken
Pilularia minuta is een kleine semi-aquatische varen. De plant bezit een dunne, kruipende rizoom die wortelt op de knopen. De dunne, rechtopstaande, draadvormige bladstelen zijn slechts enkele cm hoog en dragen geen blaadjes.
De sporocarpen bevatten elk slechts twee sporenhoopjes of sori, het kleinste aantal van de familie Marsileaceae. De ontkieming van de sporen vereist water, maar de sporocarpen ontwikkelen zicht slechts wanneer ze aan de lucht zijn blootgesteld aan het einde van de lente.

## Habitat, verspreiding en voorkomen
P. minuta groeit vooral in voedselarme, tijdelijke poelen en plassen in diverse biotopen op lage hoogte.
De plant is wijd verspreid over het Middellandse Zeegebied, van Portugal tot Turkije, maar komt desondanks slechts zeer lokaal voor en is zeldzaam over het hele gebied. Er resten momenteel nog 16 vindplaatsen van deze soort, met de meest bekende in de Algarve (Portugal), Andalusië, Castilla y Leon en Menorca (Spanje), Corsica, Hérault en Alpes-Maritimes (Frankrijk), Sardinië, Sicilië en Lazio (Italië), en verder in Algerije, Marokko, Tunesië, de eilanden van de Egeische Zee (Griekenland), Cyprus, de Dalmatische kust (Kroatië) en Izmir (Turkije).